# Hidrolina
Hidrolina es un municipio brasileño del estado de Goiás. Situado en la región del Valle de São Patrício, su población estimada según el IBGE en 2007 era de 4.157 habitantes.

## Historia
Hidrolina comenzó en 1950 con la donación de tierras para la Iglesia Católica por dos agricultores locales, siendo ellos Graciano Gonçalves Guimarães (Barroso) y Antônio Pereira Silva. La capilla fue construida en homenaje al Santo Antônio Maria Claret y luego las casas fueron edificadas alrededor. El primer nombre fue "Lobeira" debido a la existencia de esa árbol en la región, por esto también tiene el apodo de la alcunha (apodo) "Lobeira". En 1958 fue elevado a distrito y mudó el nombre para Hidrolina, por causa de la presencia de muchos ríos. En el mismo año, se tornó un municipio. Está localizada en la mesorregión conocida como centro goiano, siendo elevada a la condición de ciudad el 14 de noviembre de 1958.
La Iglesia Principal Católica de Santo Antônio Maria Claret es considerada un icono cultural y religioso.

## Economía
La Economía Hidrolinense es representada básicamente por la ganadería, en el medio rural, y por el polo textil de prendas de vestir de la ciudad.

## Geografía
Se localiza en la latitud 14°43′26″ S y en la longitud 49°27′54″ O y la altitud es de 600 metros. Su Área es de 580 km² representando 0.1707% del Estado, 0.0363% de la Región y 0.0068% de todo el territorio brasileño, con densidad demográfica de 7,02 hab/km²
Su Índice de Desarrollo Humano (IDH) es de 0.737, según el Atlas de Desarrollo Humano/PNUD (2000)

## Gentílico
Hidrolinense es el nombre que se da a quien nació en Hidrolina, sin embargo, "lobeirense" es también utilizado de manera informal.